# Dolichorhinotermes japuraensis
Dolichorhinotermes japuraensis es una especie de termita subterránea del género Dolichorhinotermes, de la familia Rhinotermitidae, orden Blattodea. Fue descrita por Constantino en 1990.
Se distribuye por la región del Amazonas. Fue publicada en Constantino, R. (1990c) Two new species of termites (Insecta, Isoptera) from western Brazilian Amazonia. Boletim do Museu Paraense Emílio Goeldi, Série Zoologia, 6(1), 3–9.